# Finskytte
En finskytte (engelsk sniper) er en præcisionsskytte i politi og militær til specialopgaver. De skal med riffel ramme et mål på lang afstand. Hærens kampskole skelner mellem finskytter og specialskytter, der har samlebetegnelsen "snigskytter". 

## Finskyttens midler
En finskytte gennemgår en specialistuddannelse og er udrustet med en finskytteriffel. Det er en meget præcis riffel med optiske sigtemiddel (kikkert og – ofte kombineret med en natkikkert i form af en passivt lysforstærkende kikkert, et "Night Vision Scope"). Sigtekikkert har forstørrelse (4-8 x) på afstande ud til ca. 6-800 meter. Først når afstanden overstiger 1 km, anvendes op til 20x forstørrelse. Årsagen er, at jo større forstørrelsen er, jo mindre er synsfeltet.
Finskytteriflen anvender præcis og ofte særlig kraftig ammunition, som normalt er fremstillet med små tolerancer for projektil- og ladningsvægt. Våbnet er konstrueret, så det ofte har høj udgangshastighed (gælder ikke de lyddæmpede rifler, hvor udgangshastigheden er under lydens) og så stor præcision som muligt. Lyddæmpede finskytterifler anvender projektiler med underlydshastighed, da det supersoniske smæld (der "bryder lydmuren") ellers ville gøre lyddæmpningen værdiløs.
Traditionelt blev finskytterifler udvalgt fra den almindelige produktionslinje blandt våben, som ved prøveskydningen viste sig at give meget små projektilspredninger. Efterhånden som den almindelige infanterists våben er blevet erstattet med selvlade- eller automatvåben, har de fleste finskytterifler beholdt deres repetér-design. De våben er bygget specielt som finskytterifler.
Undtagelser fra reglen om repetérvåben er Heckler & Kochs PSG-1 finskytteriffel, som er baseret på samme design som infanteririflen G3 (det danske M/66 ~ M/75). PSG-1 regnes for at være en af de fem mest præcise finskytterifler i verden. Andre undtagelser er Heckler & Kochs MSG-90, som benyttes af visse danske enheder, og som ligeledes er baseret på G3 og derfor til en vis grad ligner PSG-1, men er væsentlig billigere, og den østrigske 15,2 mm Steyr IWS2000 selvladende finskytteriffel til brug mod tunge mål.
Til at udpege mål har finskytten en makker; de udgør et finskyttepar. Makkeren er næsten altid en uddannet finskytte, som er udstyret med en kraftig kikkert (op til 40x forstørrelse) og et simpelt vejrmålingssæt. Begge har modtaget uddannelse i lokal-meteorologi, så de kan vurdere vindens indvirkning på projektilbanen, som er specielt vanskelig at forudsige, når den går over terrænsænkninger.
Finskytten og makkeren skiftes til opgaverne, idet begge opgaver er meget anstrengende hver på sin måde. Begge har indskudt finskytteriflen og ved, hvorledes kikkerten skal indstilles til skytten. Makkervåbnet er normalt halv- eller helautomatisk (f.eks. et selvlade-/automat-gevær med stor magasinkapacitet eller et let maskingevær), for det er finskytteparrets eneste reelle våbenbeskyttelse mod angreb.
Holdet er normalt udstyret med en laserafstandsmåler for at øge præcisionen. Erfarne finskytter kan ramme præcist på afstande over 800 meter, men rekorden er langt højere; Den gældende bekræftede afstandsrekord er sat i Irak i 2017 af en canadisk finskytte, som traf og dræbte en IS-kriger på 3,54 kilometers afstand med en finskytteriffel kaliber .50 af mærket McMillan TAC-50.
Den kraftigst kalibrerede finskytteriffel er den russiske i kaliber 20 mm (kaliber 20 mm er overgrænsen for betegnelserne "riffel" og "gevær"); i dag det østrigske 15,2 mm Steyr IWS2000, som affyrer et panserbrydende Discarding Sabot projektil (APFSDS), et Sabot-projektil, som frigiver en underkalibreret stålpil med styrefinner som det egentlige projektil. IWS2000 er ved at blive udfaset, da det ikke fandt et tilstrækkeligt stort marked. Herefter er tungeste kaliber et russisk 14,5 mm og den meget udbredte langdistance-kaliber 12,7 mm.

### Finskyttens opgaver
Finskyttens første mål er modstanderens finskytter. Finskytter har derpå målene: befalingsmænd som officerer, sofistikeret udstyr som jord-til-luft raketter og jagerfly på jorden, radiooperatører, betjeningsmandskab på tunge våben og lignende. Så kommer finskyttens observatør pga. det kraftige optiske udstyr til opklarings- og overvågningsopgaver.
Et eksempel på brug mod betjeningsmandskab på tunge våben: USA invaderede det lille ø-rige Grenada, hvorunder US Navy SEALs finskytter totalt blokerede Grenadas artilleri ved på lang afstand at skyde enhver, som kom i nærheden af en kanon.
En del af ideen med finskytter er at minimere utilsigtede skadevirkninger ("collateral damage"), idet finskytten i sagens natur har et præcist og afgrænset mål for hvert skud. 

### Finskytter i Danmark
I Danmark findes der fortrinsvis finskytter i Hærens finskyttekorps udvalgt blandt egnede kandidater, som allerede er i Hæren, og som får ti ugers intensiv uddannelse, samt i specialstyrkekorpsene Frømandskorpset og Jægerkorpset. Desuden har politiets aktionsstyrke og Hjemmeværnets Særlig Støtte og Rekognoscerings-enhed finskytter.

## Skarpskytte
En skarpskytte er en "almindelig" soldat, der bruger styrkernes standardvåben, nogle gange med et ekstra kraftigt sigtemiddel. De får kun en begrænset ekstra uddannelse og virker både som almindelige soldater og som skarpskytter i bykamp og bevogtningsopgaver.

## Snigskytte
En snigskytte (engelsk sniper) er den mest udbredte betegnelse for finskytter og den folkelige betegnelse for både militære og ikke-militære præcisionsskytter. Den benyttes af hærens kampskole som en samlebetegnelse for finskytter og specialskytter.
I folkeretten dækker betegnelsen skytter, som beskyder civile (og måske militære) mål og aldrig er egentlige militære kombattanter.[kilde mangler] De er især kendt fra bykampene i det tidligere Jugoslavien, hvor Sniper Alley (= Snigskyttesmøgen) var det uformelle navn på Zmaja od Bosne-gaden i Sarajevo.